# Kataghan
Kataghan fou una antiga província del nord de l'Afganistan.
La capital era la ciutat de Kunduz. Va desaparèixer el 1964 quan es van crear noves províncies (Kunduz i Baghlan).